# Vallaris indecora
Vallaris indecora är en oleanderväxtart som först beskrevs av Henri Ernest Baillon, och fick sitt nu gällande namn av Ying Tsiang och P. T. Li. Vallaris indecora ingår i släktet Vallaris och familjen oleanderväxter. Inga underarter finns listade i Catalogue of Life.